# Луи III Валоа-Анжуйски
Луи III Валоа-Анжуйски (на френски: Louis III d'Anjou; * 25 септември 1403, 12 ноември 1434, Козенца) от Дом Валоа-Анжу, е херцог на Анжу (1417 – 1434) и Калабрия (1426 – 1434), титулярен крал на Йерусалим, Неапол и Сицилия (1417 – 1434), граф на Прованс и Мен (1417 – 1434).

## Произход и наследство
Той е най-големият син на Луи II Валоа-Анжуйски, титулярен крал на Неапол, и съпругата му принцеса Йоланда Арагонска. Сестра му Мари Анжуйска e омъжена за френския крал Шарл VII.
След смъртта на баща си през 1417 г. Луи II наследява Анжу, Прованс и претенциите за короната на Неапол.

- Луи II, 
баща на Луи
- Йоланда Арагонска,
майка на Луи
- Мария Анжуйска,
 сестра на Луи
- Рене I Анжуйски,
брат и наследник на Луи
- Шарл IV Менски, 
най-малкия брат на Луи

## Кралство Неапол

### Наследник на Джована II Анжуйска
През 1419 г. Луи е признат от папа Мартин V (папите са върховни сюзерени на Неапол) за наследник на бездетната неаполитанска кралица Джована II Анжуйска и събира в Рим голяма армия за завоюване на Неапол. Изплашената Джована II спешно осиновява и признава за наследник Алфонсо V Арагонски, крал на Арагон и Сицилия. Луи III е принуден да отстъпи.
Скоро Джована II, разтревожена от това, че Алфонсо V Арагонски вече се държи в Неапол като крал, възползвайки се от заминаването на му за Испания, отменя неговото осиновяване.
През 1423 г. Джована II Анжуйска осиновява Луи III и го провъзгласява за свой наследник и херцог на Калабрия. В последващите години Луи III и Джована водят борба с периодически възвръщащите си арагонци.
На един от бреговете на река Рона, по поръчка на Луи, е построен замъкът на Тараскон.

### Жана д'Арк
Луи III е сред поддръжниците на Жана д'Арк. Така на 17 юли 1429 г. той присъства на коронацията на крал Шарл VII в Реймс като един от светските перове на Франция наред с Луи I дьо Бурбон-Вандом, Шарл I дьо Бурбон (тогава още граф на Клермон) и Жан II д'Алансон.

### Брак с Маргарита Савойска
Луи III се жени на 31 август 1432 г. за 14-годишната Маргарита Савойска (* 1420, † 1479). Тя е дъщеря на граф Амадей VIII Савойски – бъдещ антипапа Феликс V и съпругата му Мария Бургундска – дъщеря на херцога на Бургундия Филип II Смели и Маргарита Фландърска. Бракът е бездетен.

### Смърт
Луи III Анжуйски се оттегля в Калабрия, откъдето чака да бъде призован на неаполитанския трон. Той се разболява от малария и умира в Козенца след две години през 1434 г. Кралица Джована II го надивява с година, признавайки за наследник по-малкия му брат Рене Добрия.